# 金メダル

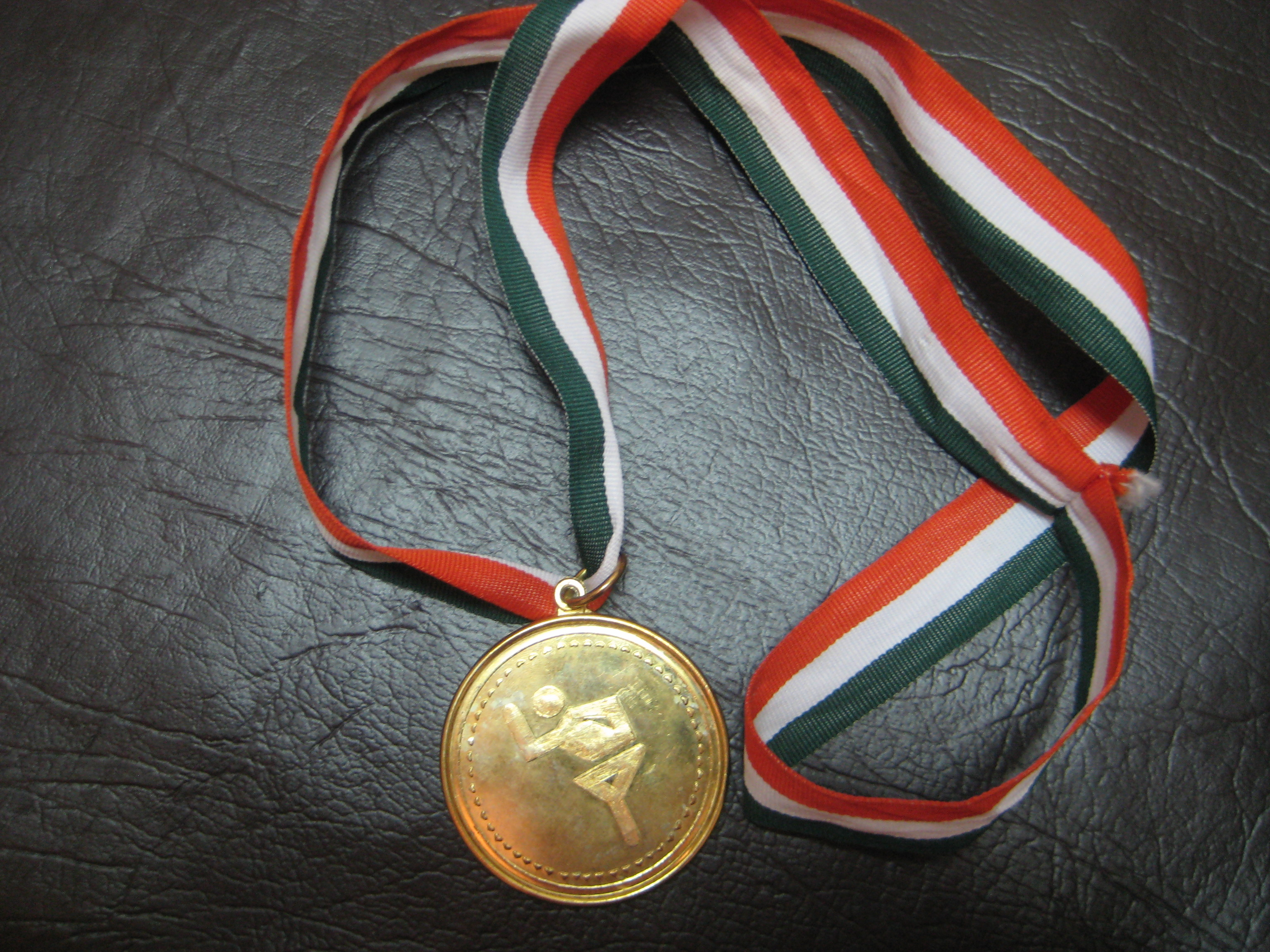
スポーツメダルとしての金メダルの一例

金メダル（きんメダル）とは、第1義には、金で作られた記章/徽章、または、金めっきを施された記章/徽章のこと。競技会や競演会（コンクール）の優勝者に対する表彰、その他もろもろの記念などのために贈る場合が多い。第2義としては、第1義でオリンピック優勝者に授与するところから転義して、大きなスポーツ競技会で第1位になることをいう。
英語では「gold medal」といい、日本語でもこれを音写した外来語「ゴールドメダル」が通用する。漢語（中国語および日本語）では「金牌（日本語音：きんぱい、拼音：jīnpái〈ヂィンパイ〉）」という。

## スポーツメダルとしての金メダル
本来は金製で、円盤形をしており、表面には勝利を象徴する月桂樹などの模様が施されているメダルをこう呼ぶ。また、本体上部には、環が付けられ、首に掛けてぶら下げるための幅広の紐やリボンが通されている。また、比喩的表現として「勝利」「優勝」などの意味としても使われる。団体スポーツにおいて優勝旗やトロフィーなどはチームに与えられるが、金メダルは選手1人ずつに与えられる。

### 近代オリンピックの金メダル
近代オリンピックにおける金メダルは、オリンピックメダルの一種。第1位の成績を上げた者に授与されるメダルである。社会的価値において金・銀・銅に序列があって金が最高位であるように、第1位の表彰は金で表される。
2003年版までのオリンピック憲章では“純度92.5%以上の銀（スターリングシルバーまたはブリタニアシルバー）製メダルの表面に6g以上の金めっきしたもの”（つまりバーメイルであること）（規則70 付属細則2-2）と定められていた。これは、開催国によって経済的不利が無いようにとの配慮である。しかし、2004年度版以降の憲章からはこの記述は削除され、「メダルと賞状の形式はIOCに事前に提出して承認を得なければならない。」（規則59）という記述を残すのみとなっている。
1912年開催のストックホルムオリンピックまでは純金製の金メダルを採用していた。
メダルの意匠は大会によって異なる。1998年長野オリンピックでは一部に漆塗りが用いられた。2006年トリノオリンピックでは形状がドーナツ型で形態が様々であった。ただし、夏季オリンピックの表面については、2004年アテネオリンピックを機に規格が統一され、勝利の女神ニケがレリーフとして施したものに固定化された。この変更はギリシャが国際オリンピック委員会 (IOC) へ要請したことによる。

## ギャラリー

### 近代オリンピックの金メダル

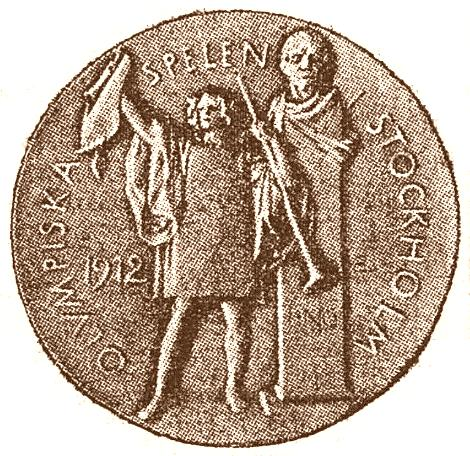
1912年ストックホルムオリンピックの金メダル
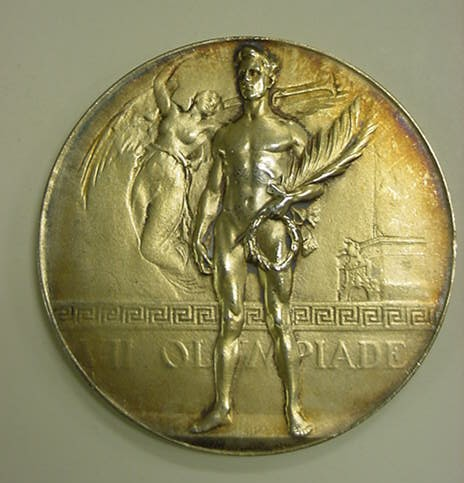
1920年アントワープオリンピックの金メダル
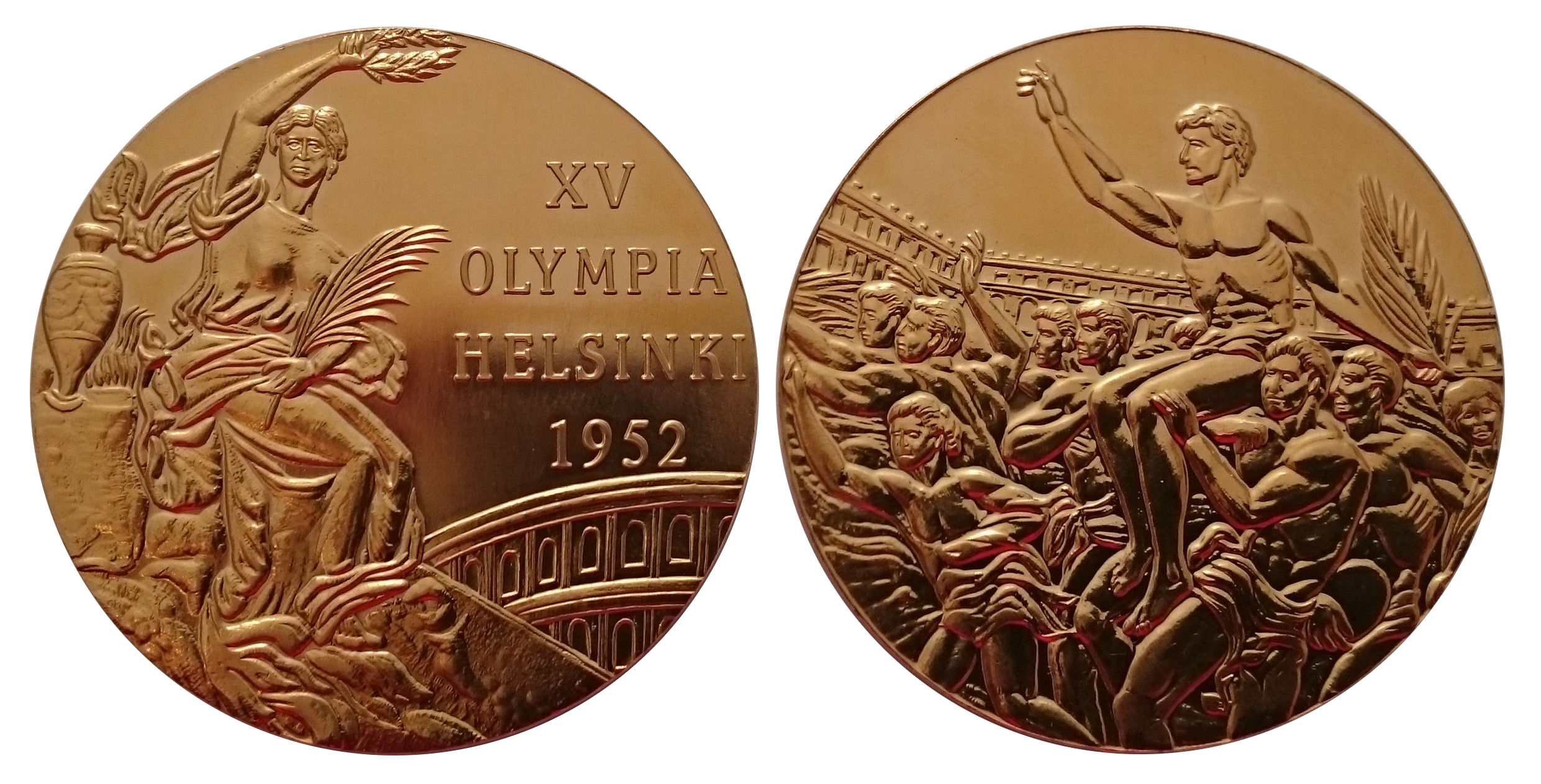
1952年ヘルシンキオリンピックの金メダル
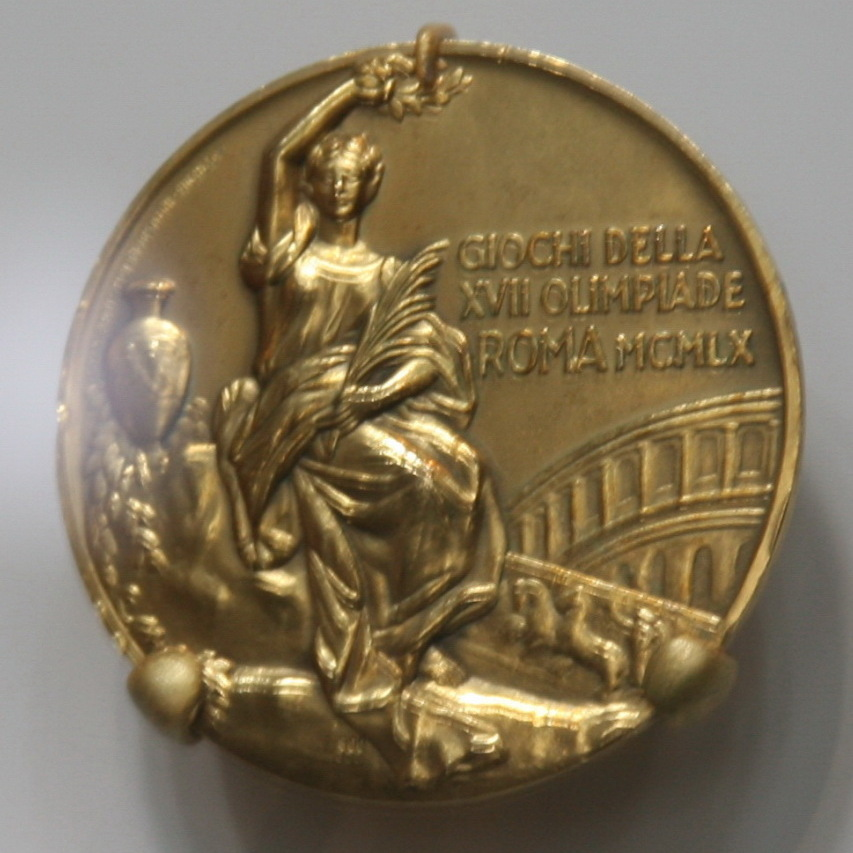
1960年ローマオリンピックの金メダル
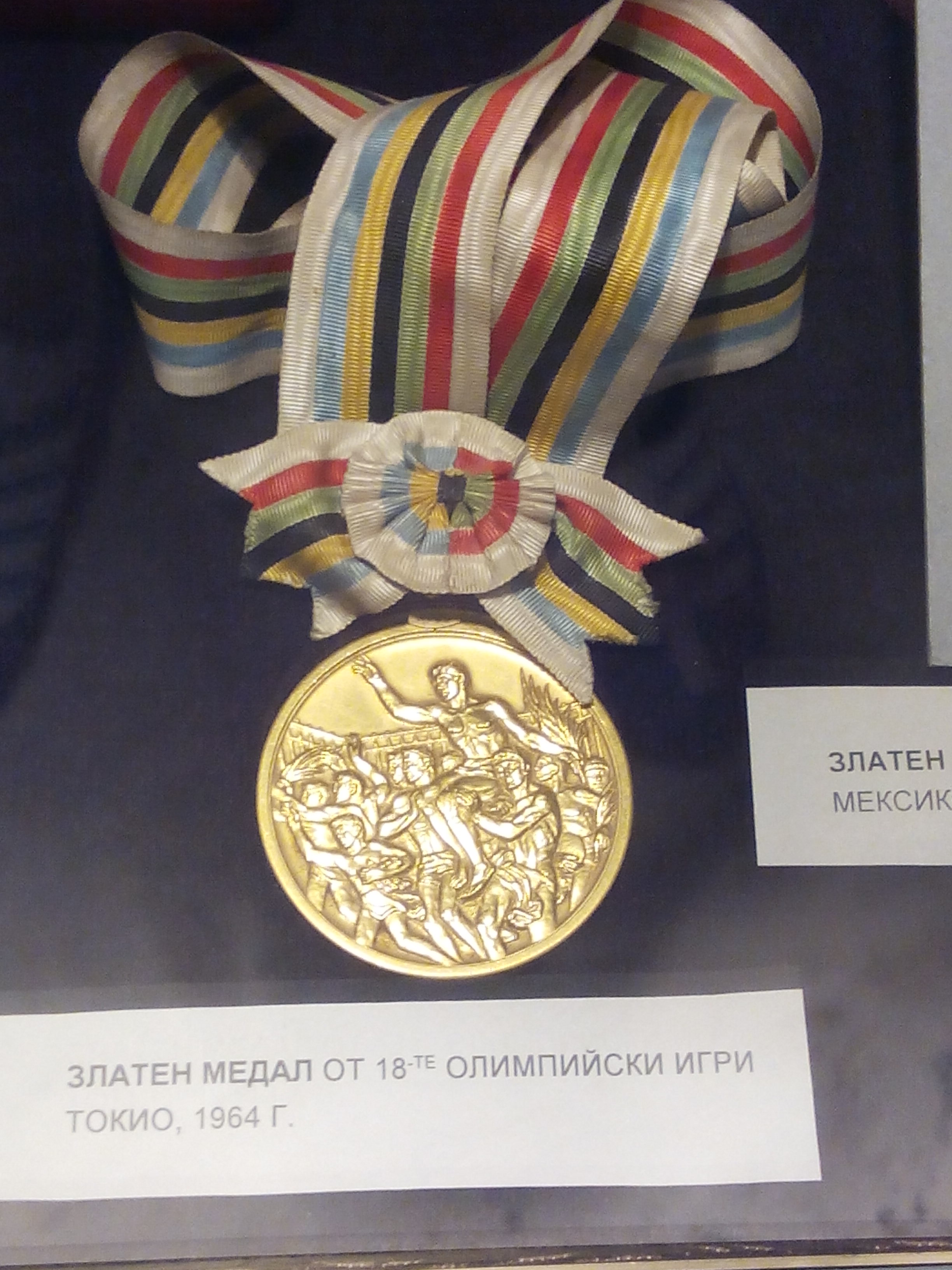
1964年東京オリンピックの金メダル
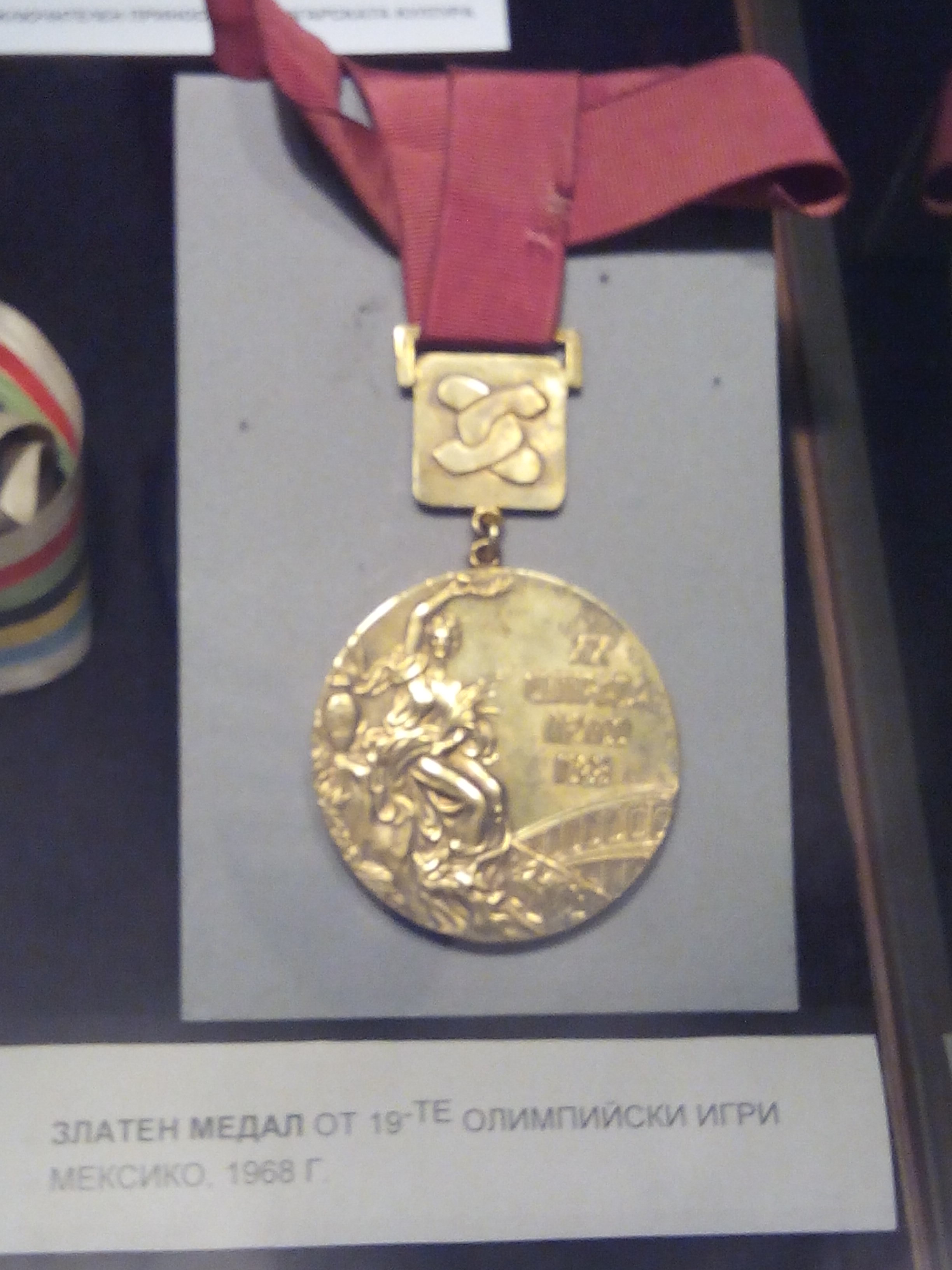
1968年メキシコシティーオリンピックの金メダル
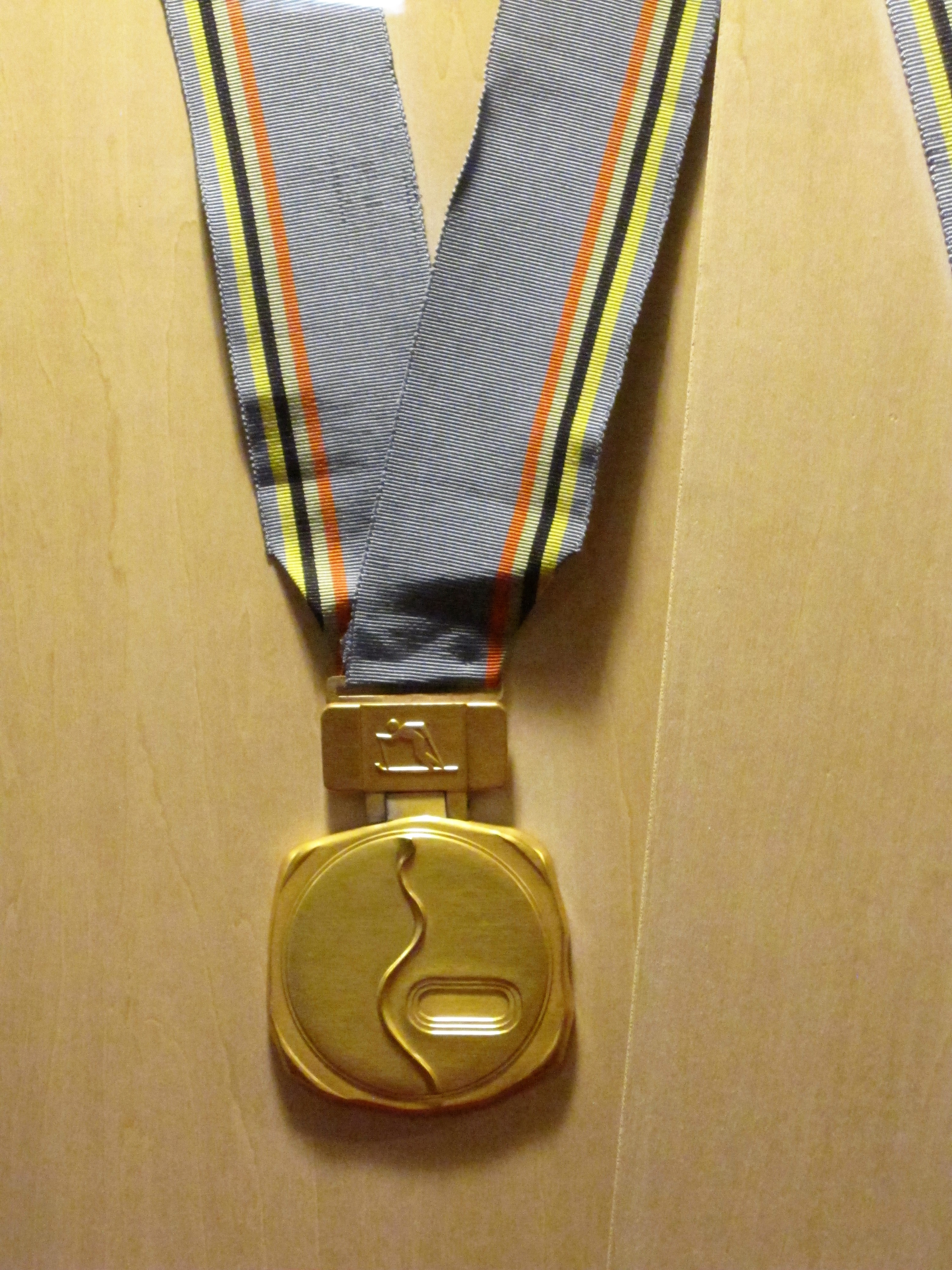
1972年札幌オリンピックの金メダル
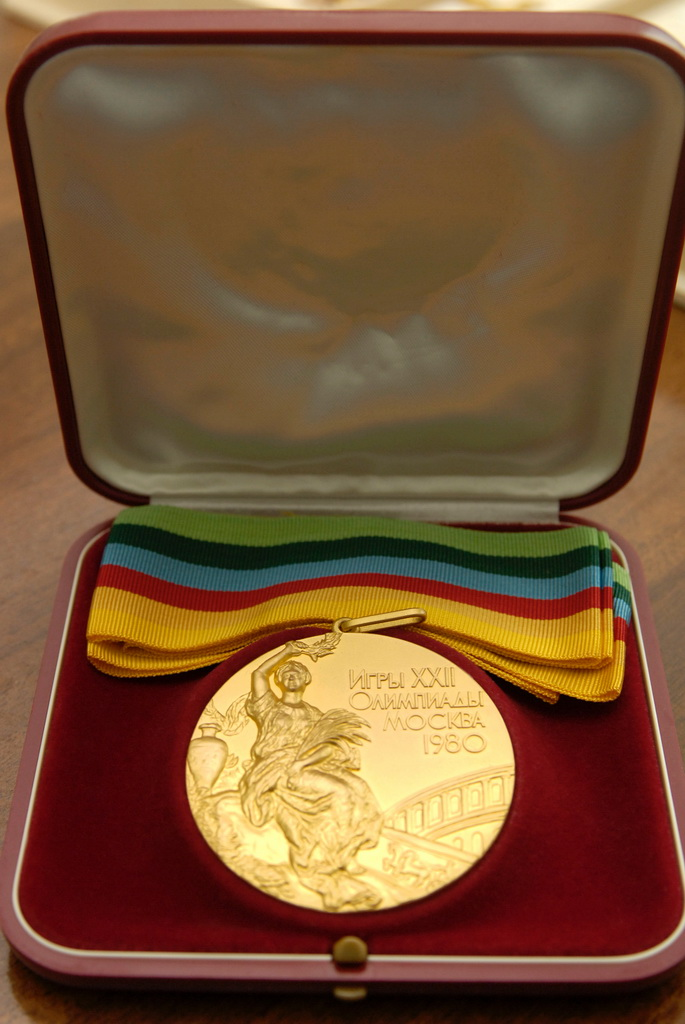
1980年モスクワオリンピックの金メダル
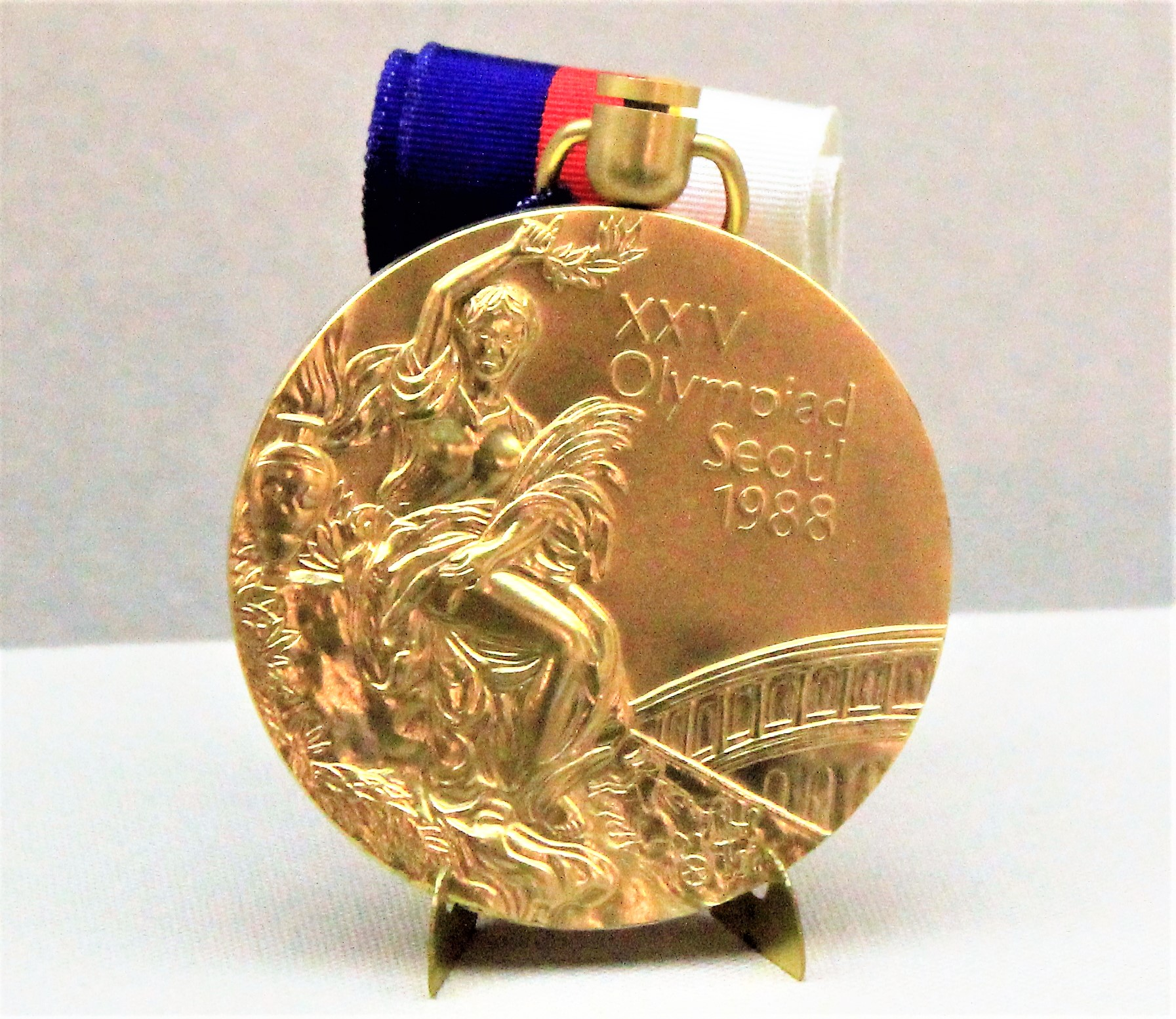
1988年ソウルオリンピックの金メダル
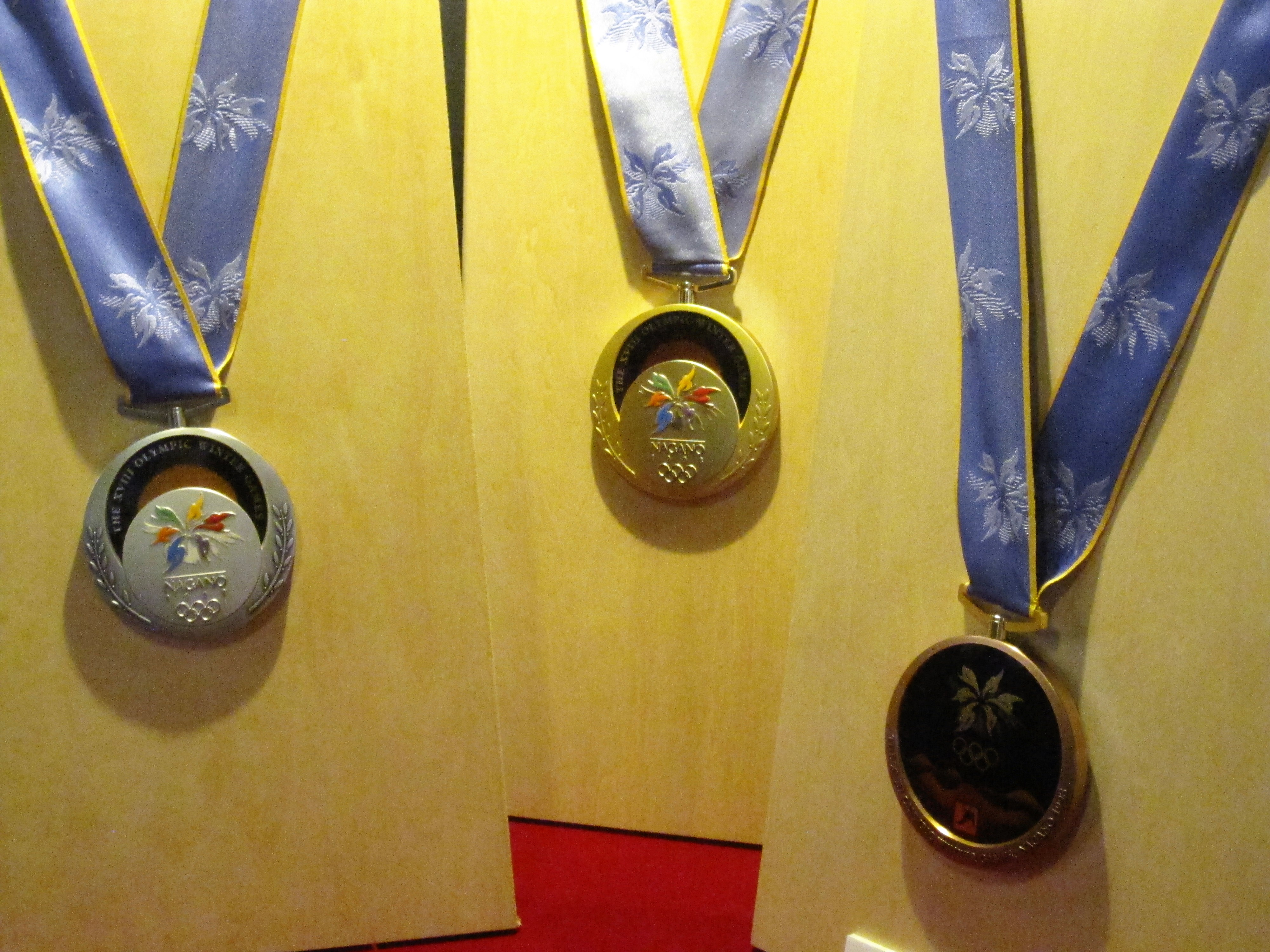
1998年長野オリンピックの金メダル
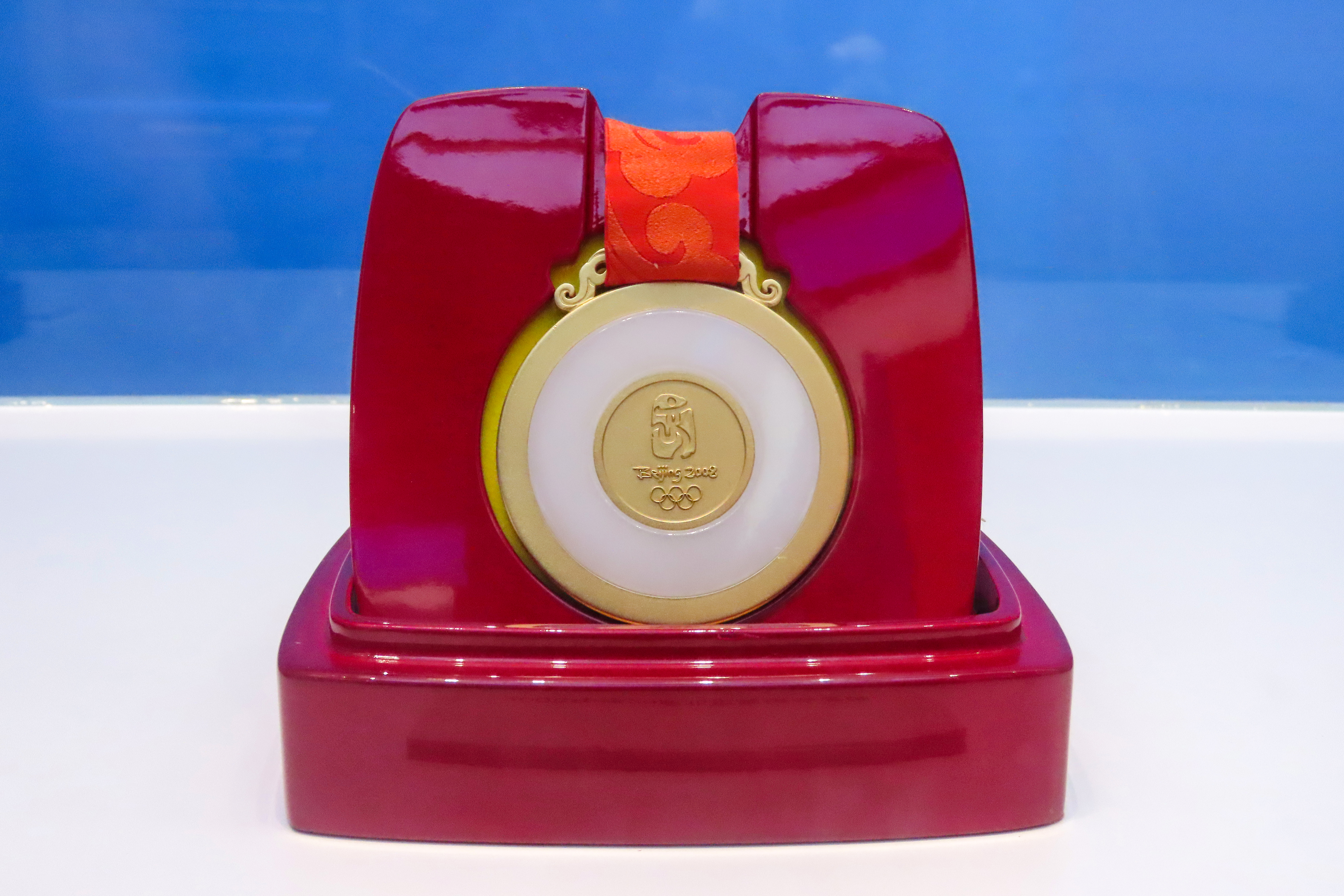
2008年北京オリンピックの金メダル
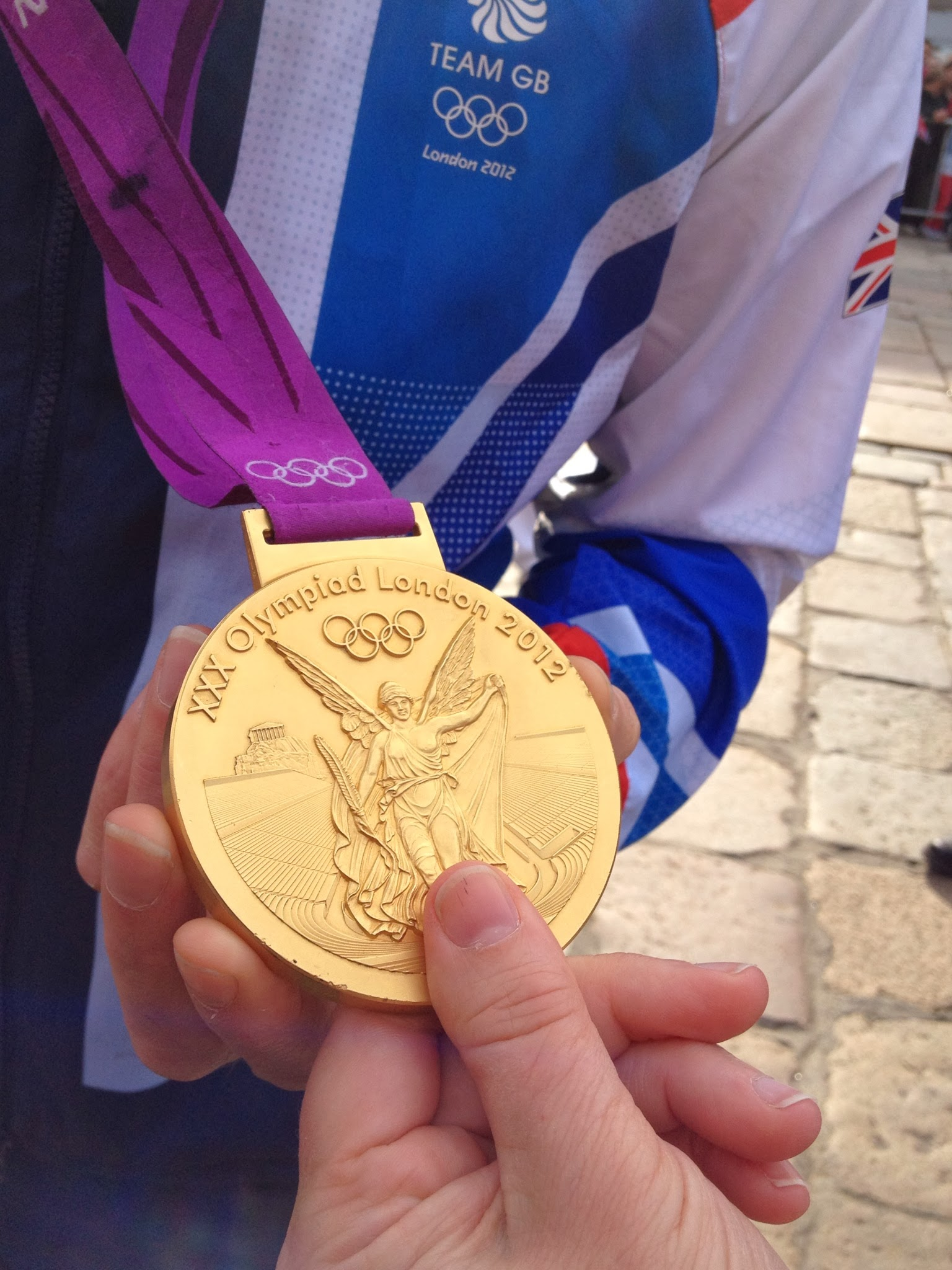
2012年ロンドンオリンピックの金メダル
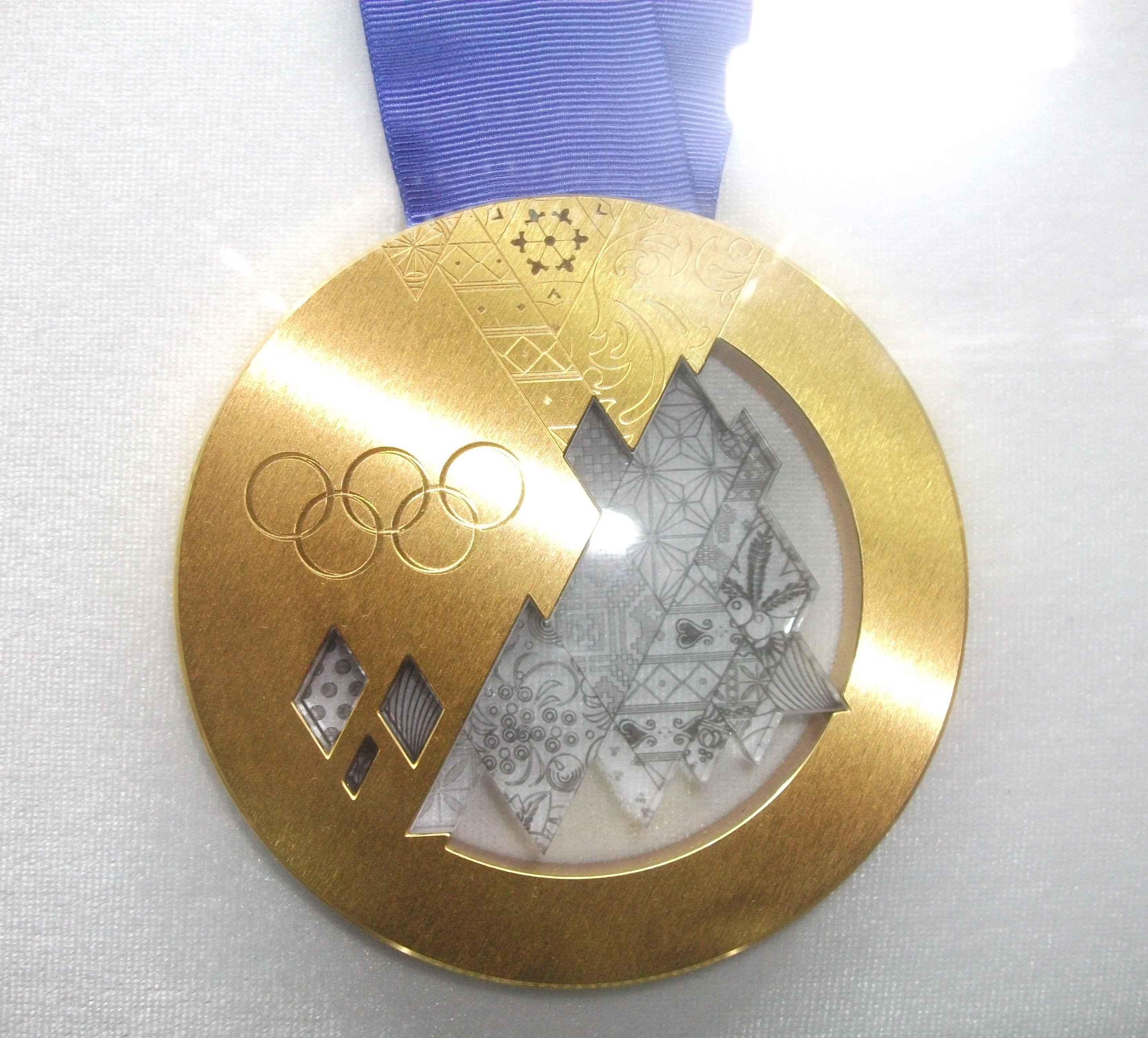
2014年ソチオリンピックの金メダル
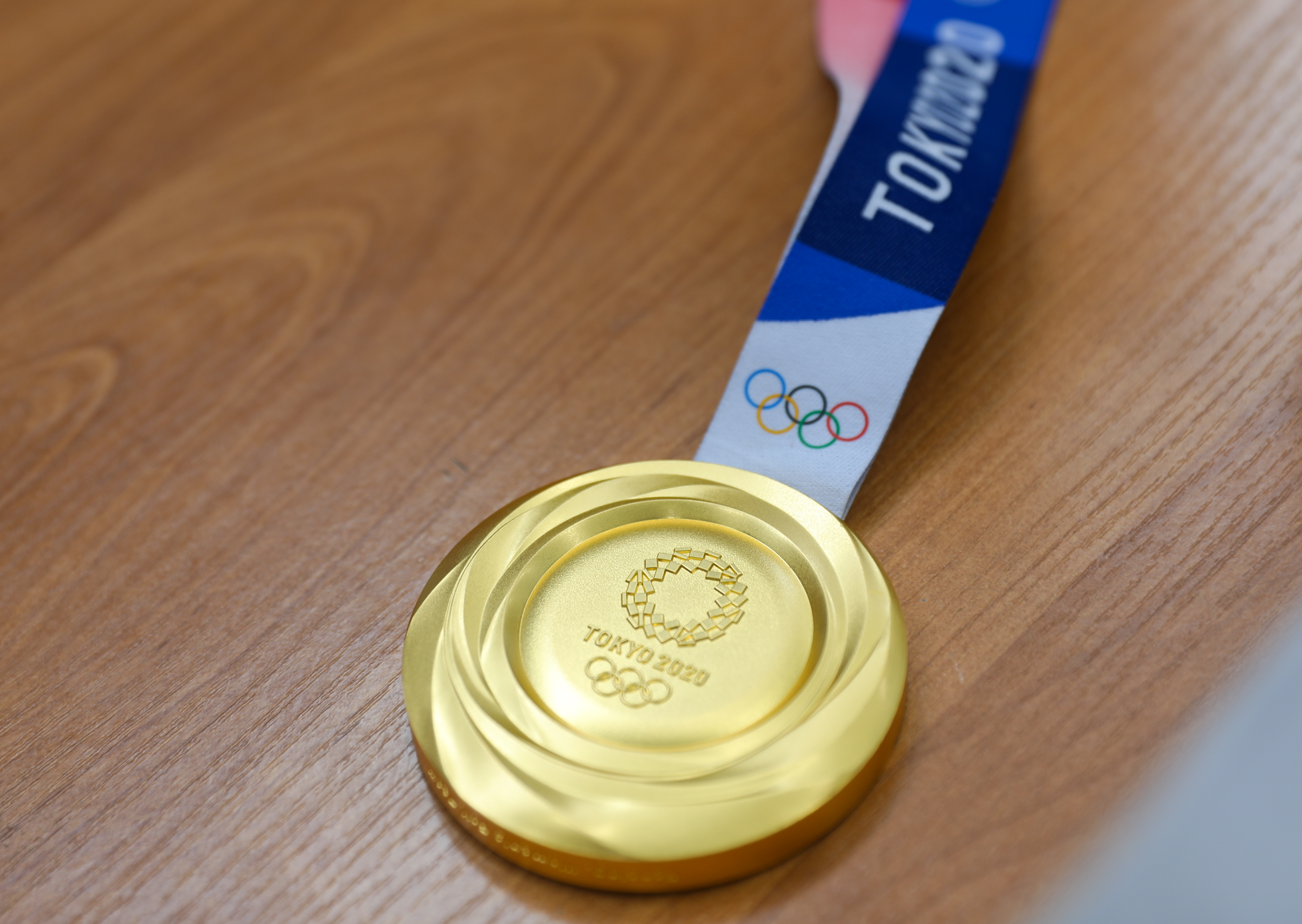
2020東京オリンピックの金メダル
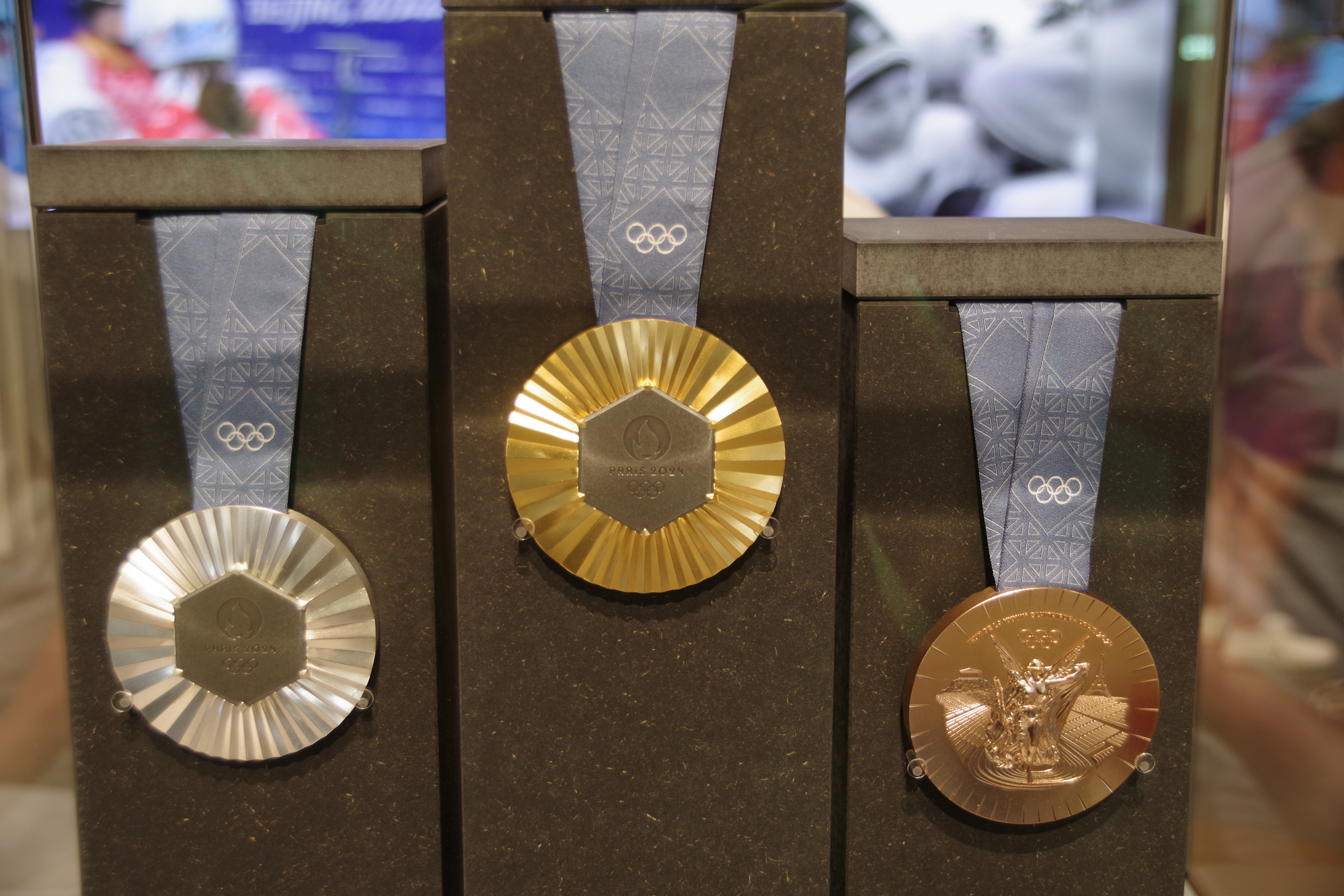
2024年パリオリンピックの金メダル

### 他のスポーツ大会の金メダル

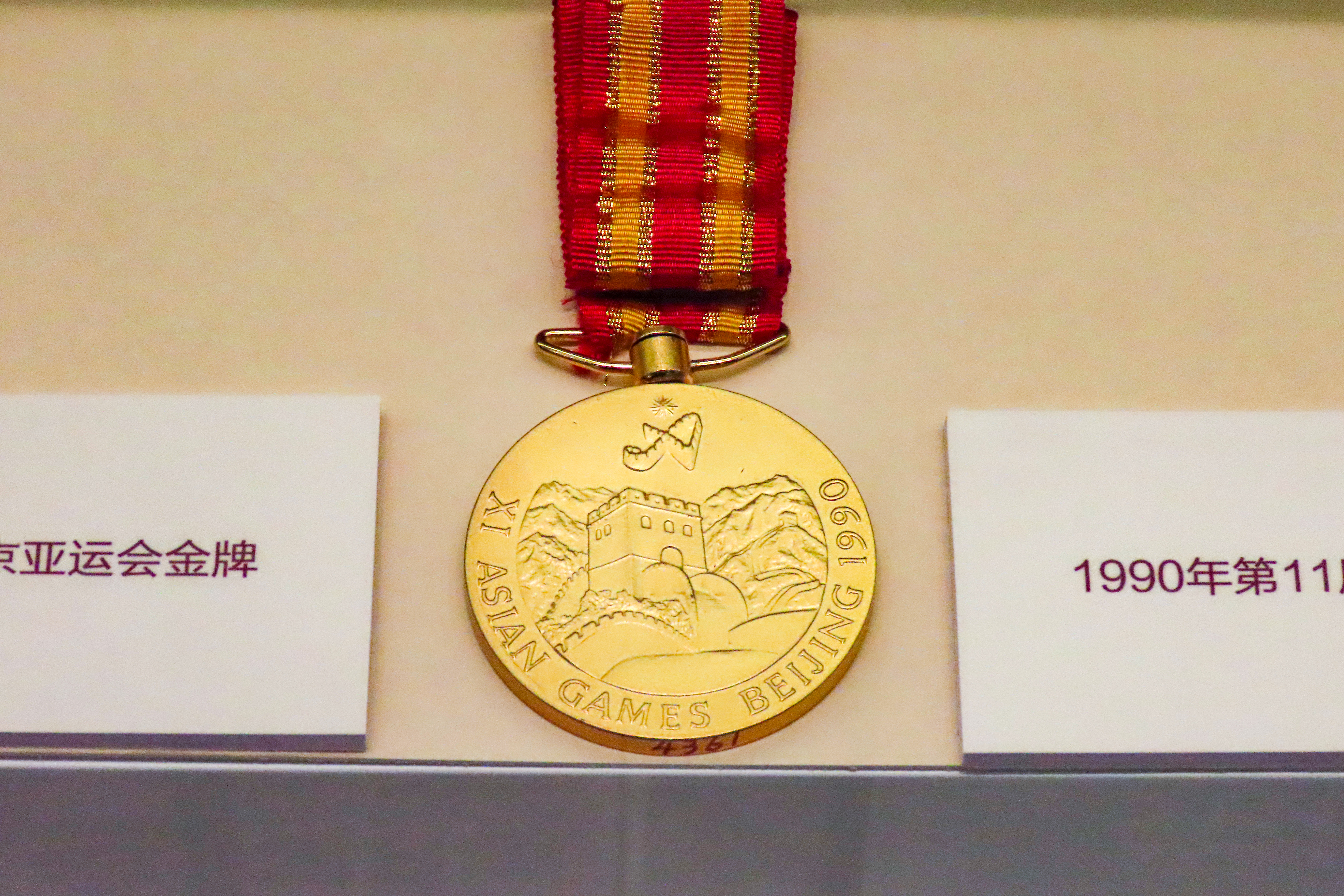
1990年アジア競技大会の金メダル
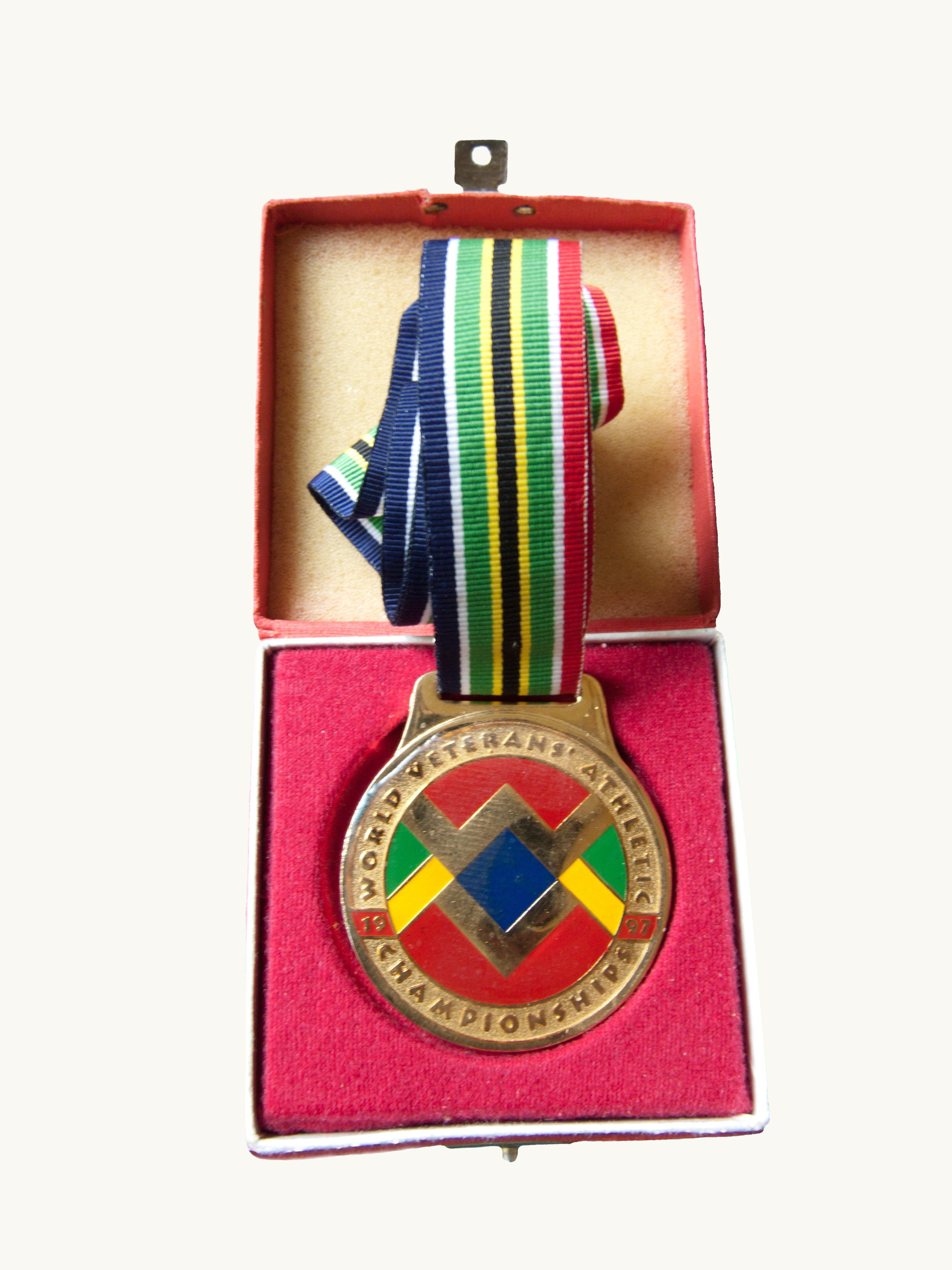
1997年世界マスターズ陸上競技選手権大会の金メダル
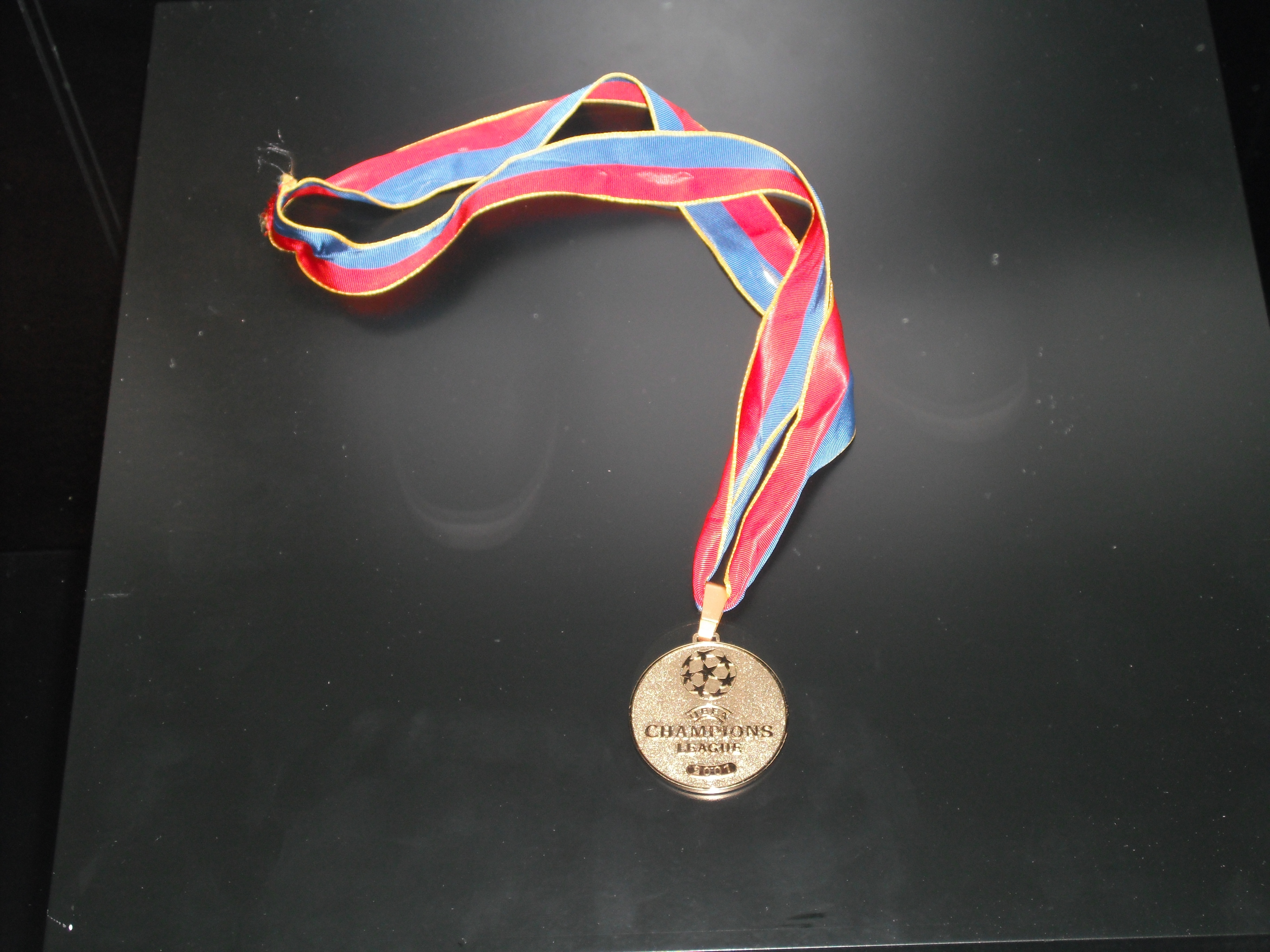
UEFAチャンピオンズリーグ 2000-01 の金メダル
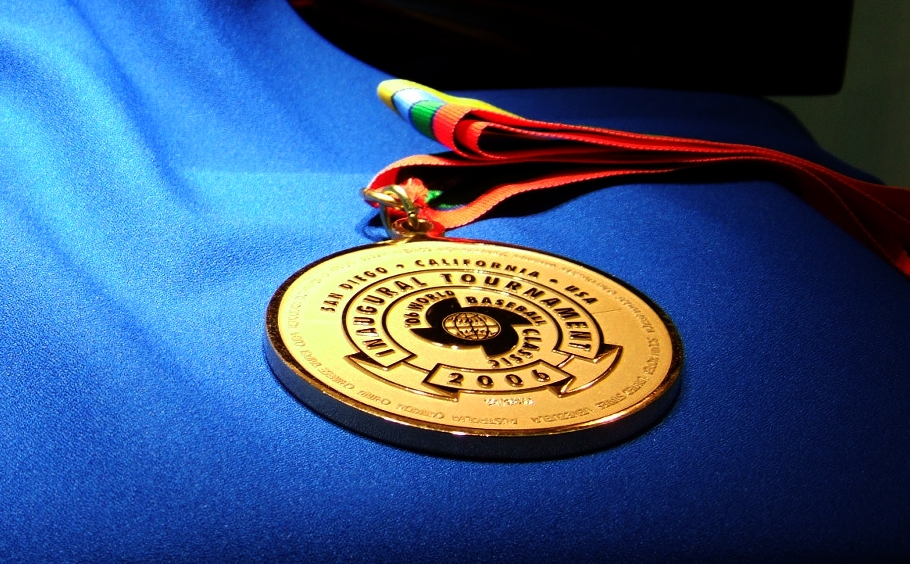
2006 ワールド・ベースボール・クラシックの金メダル
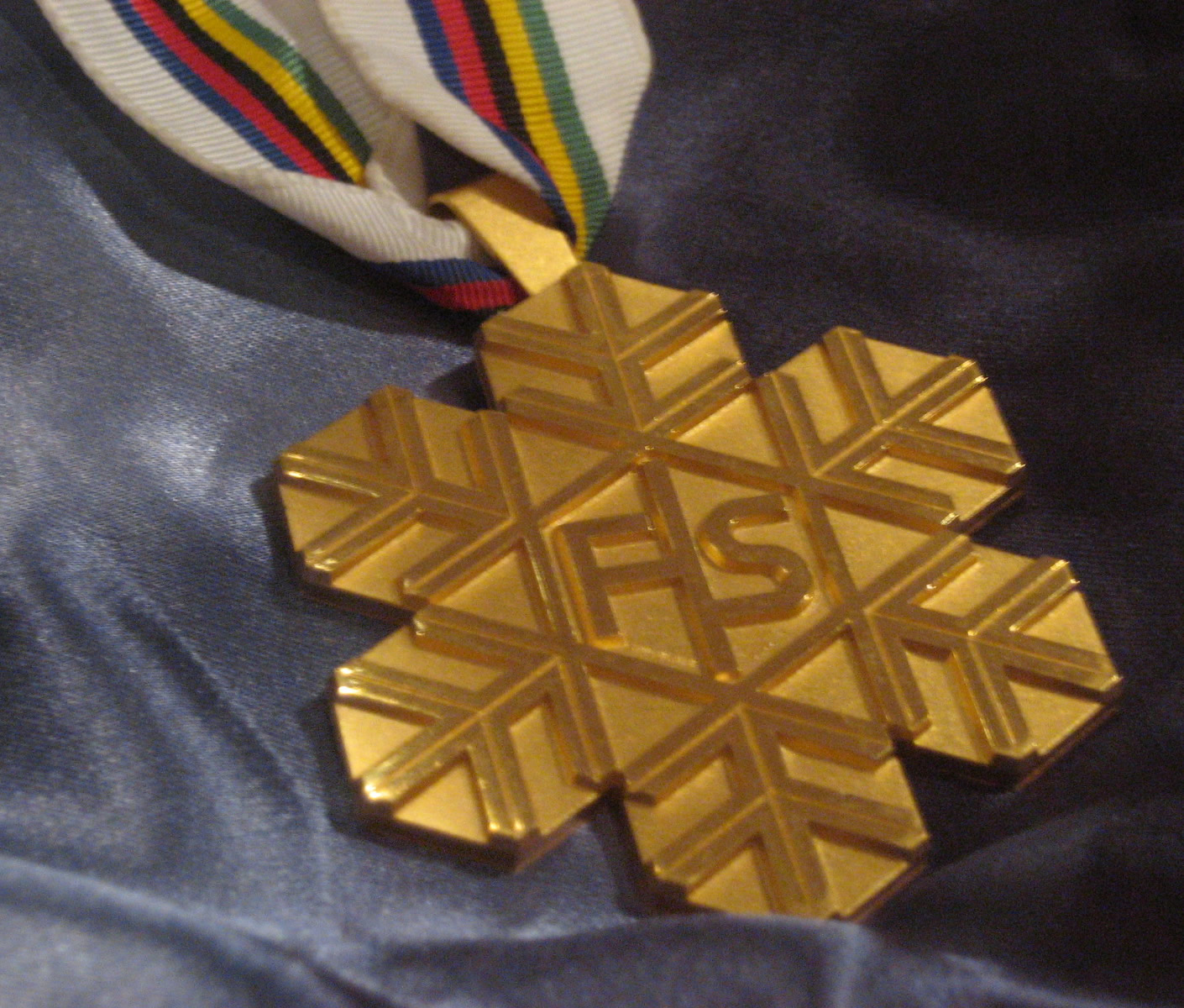
2011年FISアルペンスキー世界選手権大会 (2011 en) の金メダル
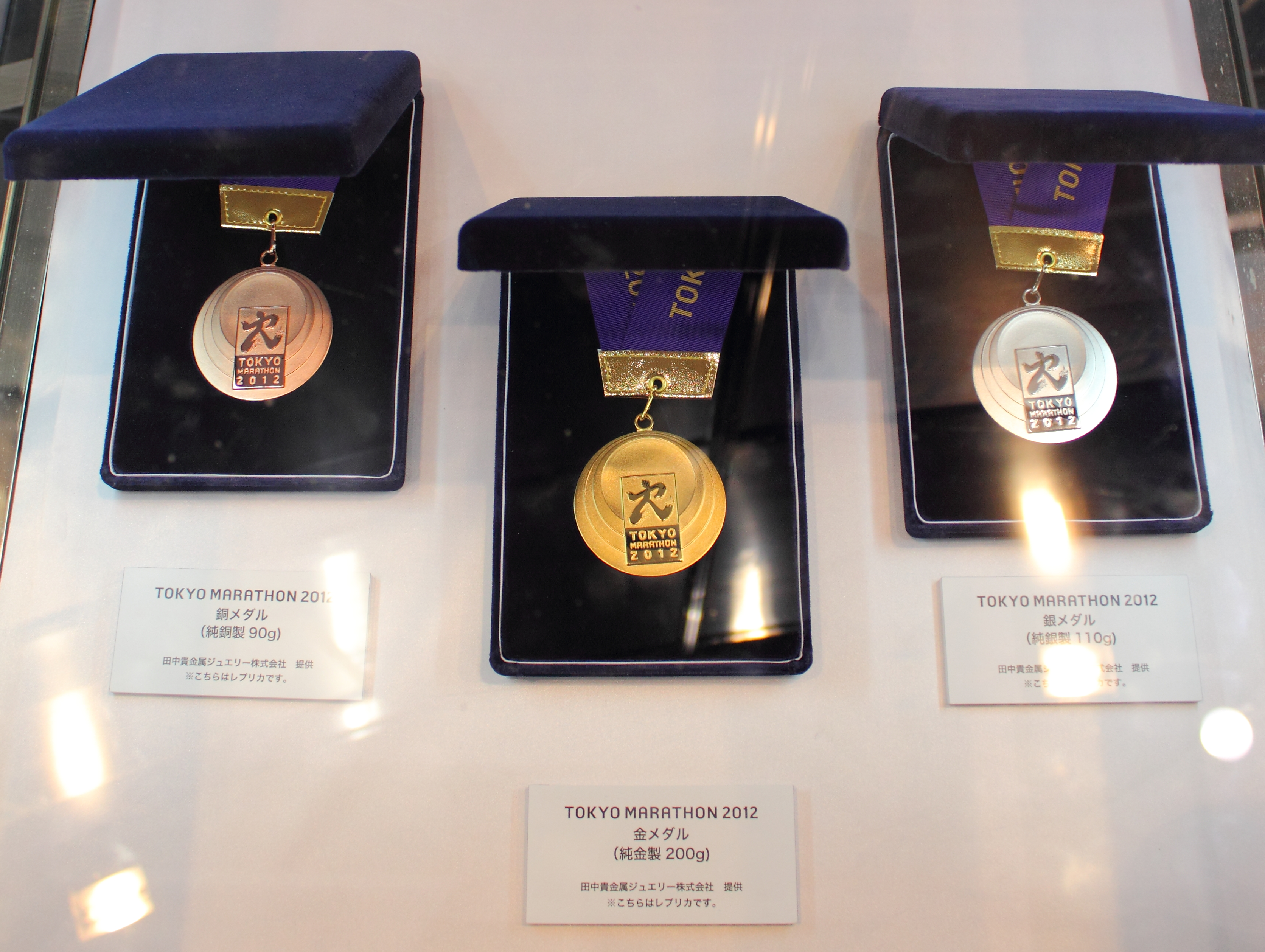
東京マラソン2012 の金メダル
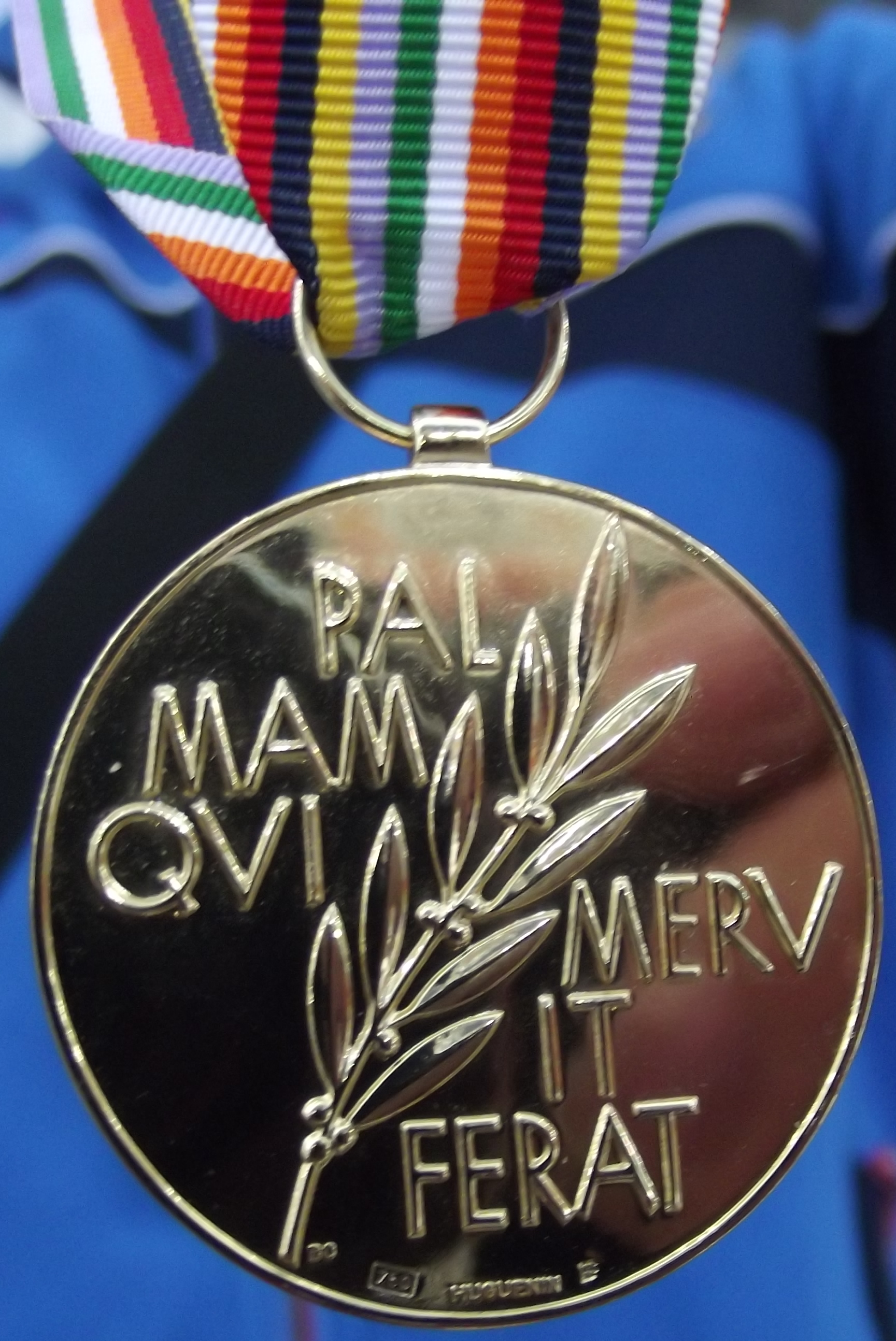
2013年世界距離別スピードスケート選手権大会の金メダル
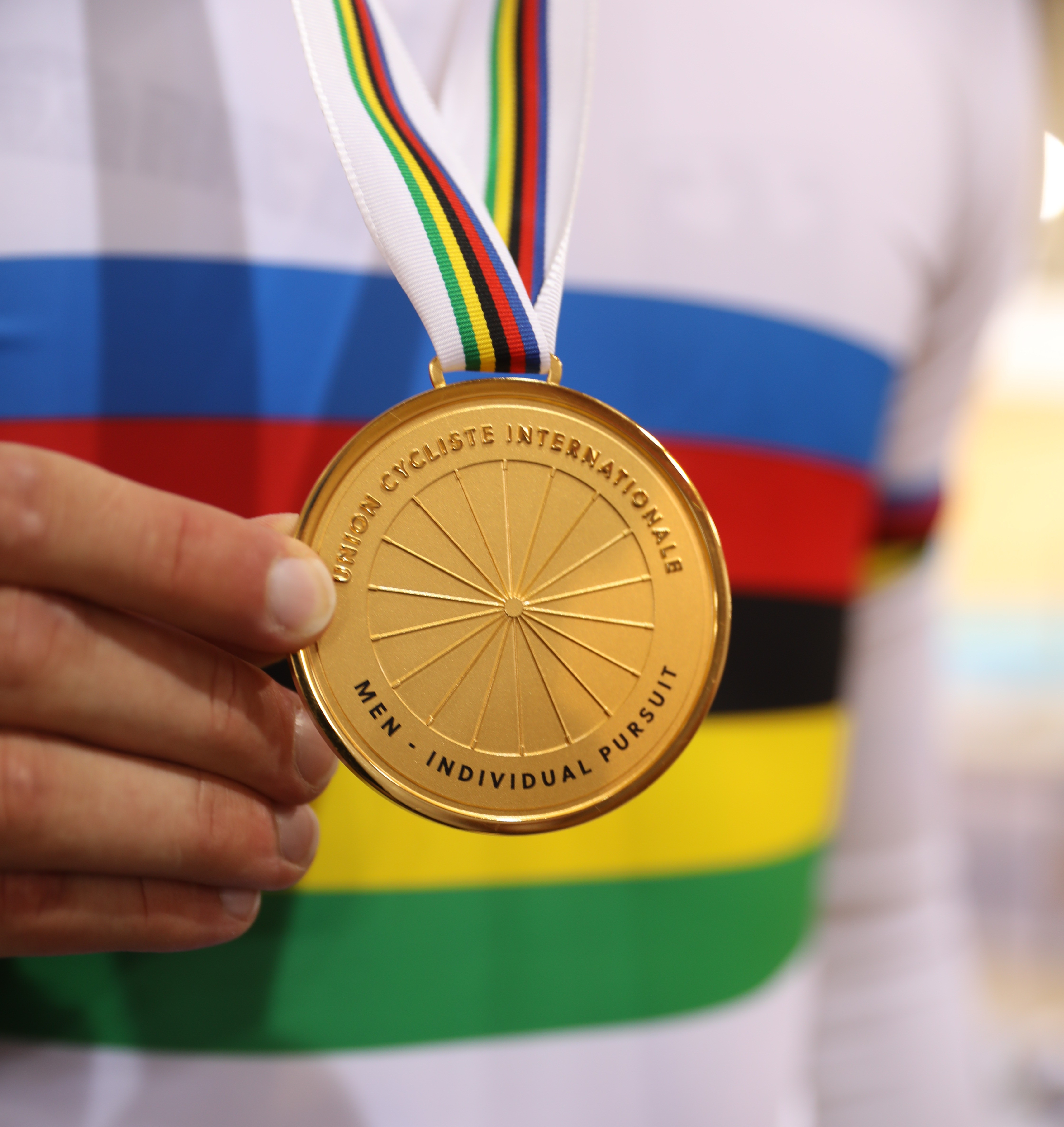
2019年ジュニア世界選手権自転車競技大会 (2019 en) の金メダル

## 金メダルを噛む

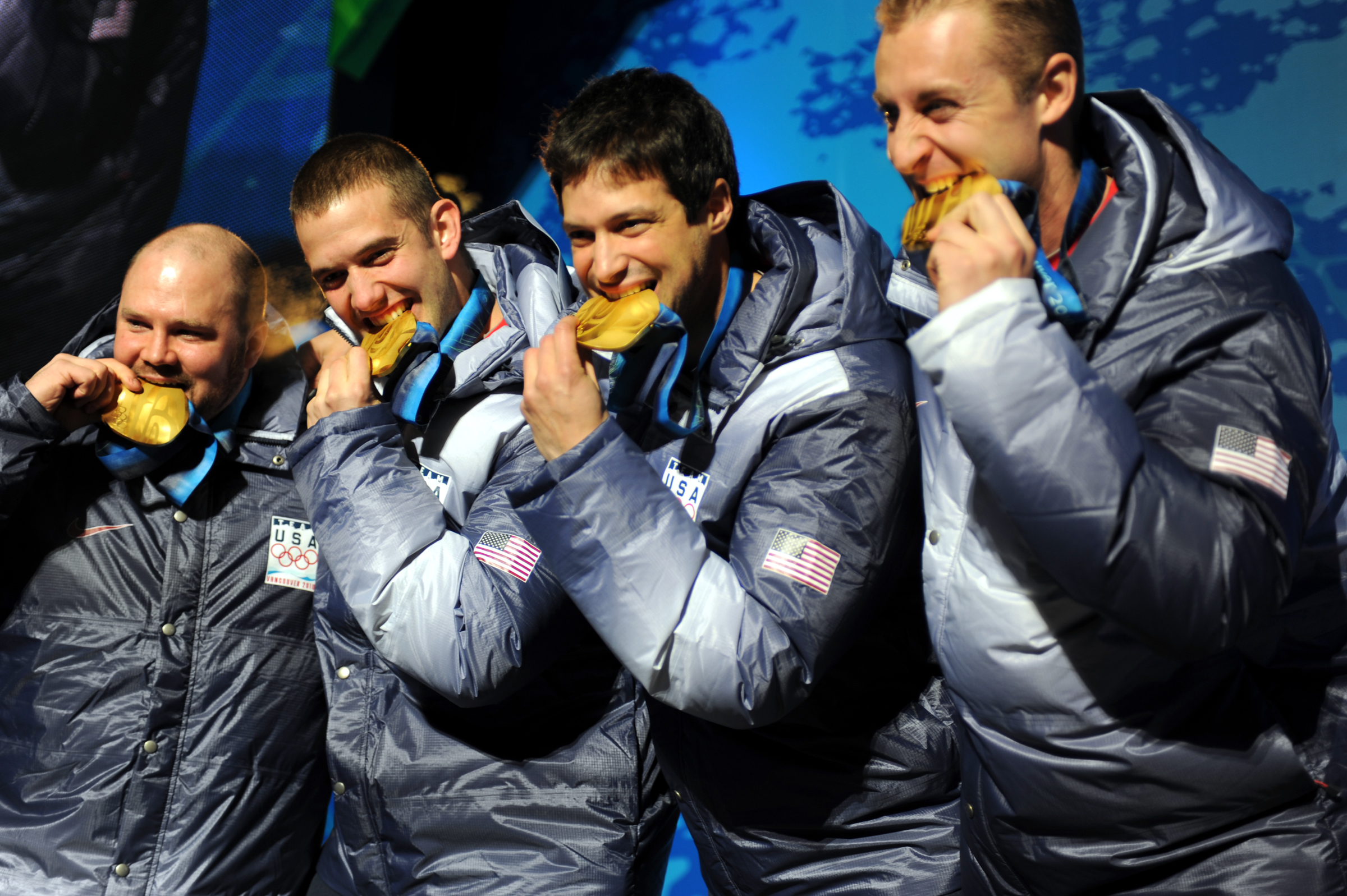
金メダルを噛んでみせるメダリスト達／画像の選手達は、2010年バンクーバーオリンピックのボブスレー競技で優勝した、スティーブン・ホルコム（en. 左）率いるアメリカ・チーム。

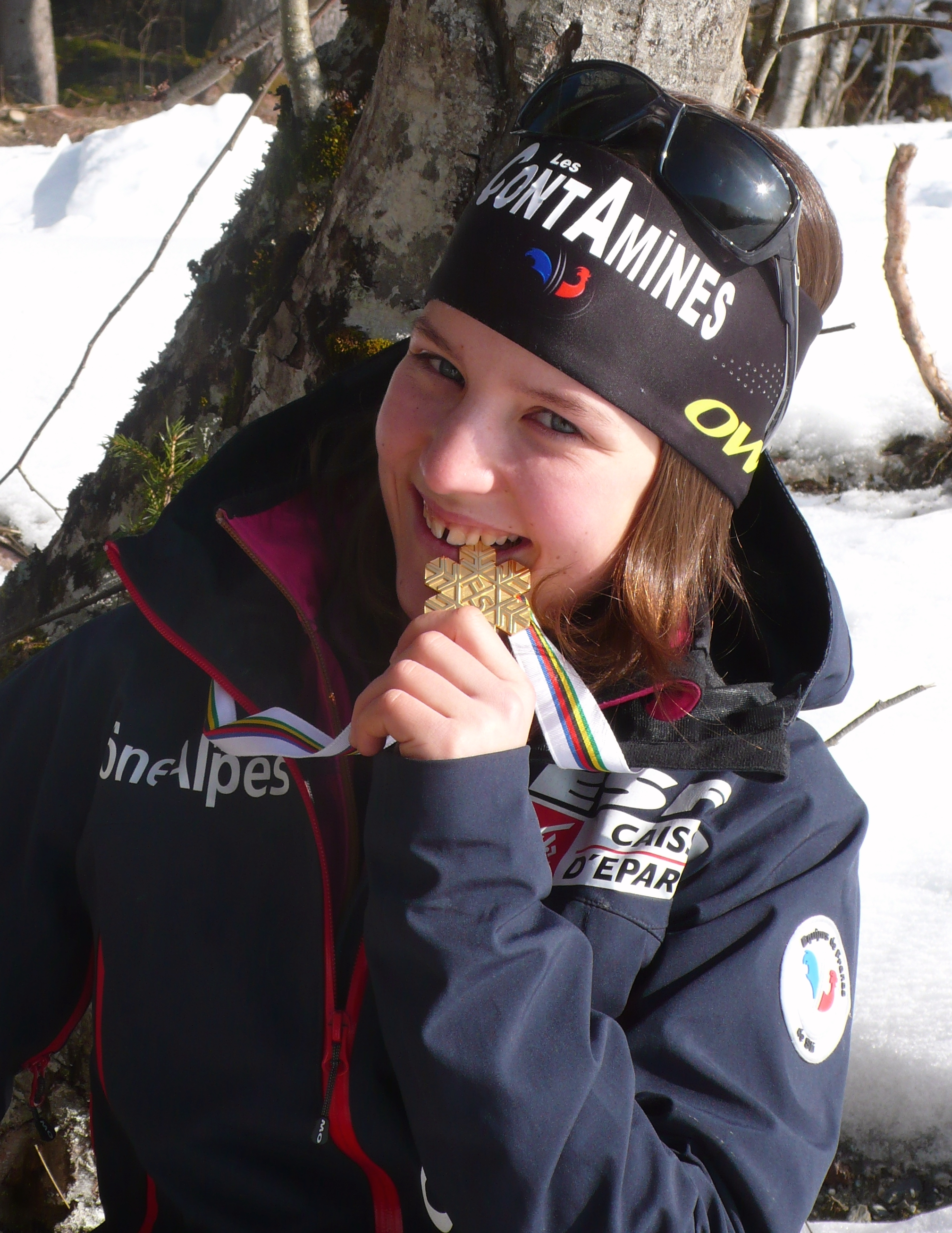
金メダルを噛んでみせるメダリスト／画像の選手は、ノルディックスキージュニア世界選手権2011 (en) のスキージャンプ優勝者コリン・マテル。

金メダルを獲得した選手が、手にしたメダルを噛んでみせたり噛むジェスチャーをするというパフォーマンスがある。これは、20世紀の終わり頃から見られるようになった。米CNNTV（電子版）はメダルをかむしぐさは「喜びに満ちた選手の象徴的な光景」と指摘し、専門家による「メディアを満足させようとする努力」との分析を紹介した。国際オリンピック史学会の会長だったデイヴィッド・ワレチンスキーも、メダルを噛むパフォーマンスはもっぱら写真家からの要望によって行われているとの見解を示している。比較的柔らかい金の性質を利用し、金貨を噛んで真偽を確かめることは古くから行われてきた。正確な起源は不明だが、金メダルを噛むパフォーマンスもこれに関連して生まれたと考えられている。

### 世界初
金メダルを噛むパフォーマンスを誰が最初に行ったかについては諸説あるが、そのなかで最も有力とされているのは、1988年ソウルオリンピックの時、競泳男子200メートル自由形で優勝したオーストラリア代表選手ダンカン・アームストロングである。理由についての詳細は不明ながら、一説には「金メダルが本物の金で出来ているか確かめようとした」という。その後、様々な国・地域の金メダリストがこれをやるようになり、ニュースや雑誌記事などを通して広く世界中の人々の目に留まる光景になった。

### 日本初
日本では、1996年アトランタオリンピックの柔道男子71kg級金メダリストとなった中村兼三が、表彰式の直後に行っており、信頼に足る情報に基づくもののなかでは、これが「日本および日本人として初のパフォーマンス」と考えられている。インターネット上では、長い間、中村の試合の2日後に行われた男子60kg級で金メダリストとなった野村忠宏が日本初・日本人初と見なされていたが、野村自身はこれを否定し、「中村先輩を真似たものだった」と告白している。また、当時のスポーツ紙の取材写真でも中村のパフォーマンスを確認できるため、野村の知る限りでは中村が最初ということになる。スポーツ紙に掲載された中村の写真についての関係者の話では、中村のパフォーマンスは現場のカメラマンの要請に応えてのものであった。その関係者は、中村には「メダルを噛む」という発想は無かったと考えている。このような経緯で中村から始まったようであるが、試合前は無名であったのに一躍若手のホープとなった野村に世間の注目が集まるなか、もっぱら野村のパフォーマンスだけが大きく取り上げられることにより、「野村忠宏が日本初」という誤認が生まれたものと考えられる。

### 組織委員会のユニークツイート
東京オリンピック・パラリンピック競技大会組織委員会では、表彰式でメダルをかむしぐさをする選手の写真とともに「メダルは食べられません」とTwitterに英語で投稿した冗談がネットや海外メディアでも話題となった。
組織委は、選手の活躍を紹介するいくつもの書き込みに交えて「公式見解としてお伝えしたいと思います。メダルは食べられません！」と発信。メダルがリサイクルの金属製であることを紹介し、絵文字付きで「メダルはかんではいけませんよ……でもきっとみんなかむんだろうけど」と書き込んだ。これに対して、2000件を超える「いいね」が付き、欧米メディアもこのメッセージを報じている。組織委は反響を受けてTwitterに「五輪選手のどなたかメダルの味を教えてくれませんか」と再び冗談を書き込んでいる。

## 学術分野の金メダル
フランクリン賞（フランクリン・メダル）
物理学、化学、生命科学、（電気・機械）工学、地球科学、計算機科学・認知科学の部門ごとに選考で金メダルが贈られる。
井上学術賞
自然科学の基礎的研究で特に顕著な業績をあげた50歳未満の研究者に対して正賞として賞状や金メダル、副賞として賞金が贈られる。